# Morvay István
Morvay István (Kolozsvár, 1920. szeptember 1. – Kolozsvár, 2008. május 8.) magyar zenei szakíró.

## Életútja, munkássága
Már gyermekként megkezdte zenei képzését, hangszere kezdetben a zongora, később a fuvola. 1940-ben végezte el az elméleti gimnáziumot. Zsidó származása miatt 1943-ban a szerbiai Borba hurcolták kényszermunkára, ahonnan 1945 őszén tért haza Kolozsvárra. 1949-ben a Kolozsvári Zeneakadémián fuvolaművész diplomát szerzett. 1948-ban a Kolozsvári Állami Magyar Opera alapító tagja; itt dolgozott 1972-es nyugdíjazásáig.
Már nyugdíjasként veti fel a kérdést a Szabadság 1991. augusztusi 3-i számában: „Hogyan lett Kolozsvár a világ egyetlen városa, ahol két különböző nyelven működő Operaház van?” Válaszként Opera a Sétatéren cím alatt elkezdi a Kodály Háry Jánosával 1948. december 11-én megnyílt „népopera” folytatásos monográfiáját, mely 1992-ben meg is jelenik a Szabadság egyik szombati számaiban.